# 나망간주
나망간주(우즈베크어: Namangan viloyati, 러시아어: Наманганская область)는 우즈베키스탄의 행정 구역으로, 우즈베키스탄 동부 페르가나 분지 남부에 위치하고 있으며 타슈켄트 주와 페르가나 주, 안디잔 주와 인접해 있다.
나망간 주는 11개 구로 구성되어 있으며 주도는 나망간(인구 410,000명)이다. 주요 도시로 카산사이, 파프, 우츠코르간, 토라코르간, 차르타크, 하쿨라바드, 추스트가 있다.
나망간 주의 기후는 전형적인 대륙성 기후를 띠며 대표적인 농산물로 목화, 원예 식물이 있다. 그 밖에도 양잠업과 앙고라 염소 사육도 발달했다.
나망간 주에서는 석유, 천연 가스, 금, 납, 구리, 석영, 안티모니 등의 천연 자원이 생산된다. 공업은 주로 직물 공업을 중심으로 발달했으며 목화실과 비단실 가공, 불연 옷감 생산도 발달했다. 우즈베키스탄의 전통적인 수공업 제품인 나이프가 이곳에서 만들어진다.